# Роксана (Іллінойс)
Роксана (англ. Roxana) — селище (англ. village) в США, в окрузі Медісон штату Іллінойс. Населення — 1454 особи (2020).

## Географія
Роксана розташована за координатами 38°49′18″ пн. ш. 90°2′45″ зх. д. / 38.82167° пн. ш. 90.04583° зх. д. (38.821582, -90.045848).  За даними Бюро перепису населення США в 2010 році селище мало площу 19,07 км², з яких 18,73 км² — суходіл та 0,34 км² — водойми.

## Демографія
Згідно з переписом 2010 року, у селищі мешкали 1542 особи в 630 домогосподарствах у складі 418 родин. Густота населення становила 81 особа/км².  Було 698 помешкань (37/км²).
Расовий склад населення:
| - 97,9 % — білих - 0,6 % — чорних або афроамериканців - 0,4 % — азіатів - 0,1 % — корінних американців |

До двох чи більше рас належало 0,7 %. Частка іспаномовних становила 1,2 % від усіх жителів.
За віковим діапазоном населення розподілялося таким чином: 25,0 % — особи молодші 18 років, 61,1 % — особи у віці 18—64 років, 13,9 % — особи у віці 65 років та старші. Медіана віку мешканця становила 37,1 року. На 100 осіб жіночої статі у селищі припадало 90,6 чоловіків;  на 100 жінок у віці від 18 років та старших — 88,9 чоловіків також старших 18 років.
Середній дохід на одне домашнє господарство  становив 52 646 доларів США (медіана — 45 076), а середній дохід на одну сім'ю — 57 111 долар (медіана — 50 313). Медіана доходів становила 43 289 доларів для чоловіків та 33 750 доларів для жінок. За межею бідності перебувало 20,0 % осіб, у тому числі 33,0 % дітей у віці до 18 років та 5,1 % осіб у віці 65 років та старших.
Цивільне працевлаштоване населення становило 742 особи. Основні галузі зайнятості: освіта, охорона здоров'я та соціальна допомога — 18,7 %, мистецтво, розваги та відпочинок — 15,4 %, науковці, спеціалісти, менеджери — 12,1 %, виробництво — 10,6 %.